# Pseudolais micronemus
Pseudolais micronemus är en fiskart som först beskrevs av Bleeker, 1847.  Pseudolais micronemus ingår i släktet Pseudolais och familjen Pangasiidae. IUCN kategoriserar arten globalt som otillräckligt studerad. Inga underarter finns listade i Catalogue of Life.